# Beaumat
Beaumat is een plaats en voormalige gemeente in het Franse departement Lot in de regio Occitanie en telt 78 inwoners (2009). De plaats maakt deel uit van het arrondissement Gourdon.

## Geschiedenis
Beaumat is op 1 januari 2016 gefuseerd met de gemeenten Fontanes-du-Causse, Labastide-Murat, Saint-Sauveur-la-Vallée en Vaillac tot de gemeente Cœur de Causse. 

## Geografie
De oppervlakte van Beaumat bedraagt 7,8 km², de bevolkingsdichtheid is dus 10 inwoners per km².
De onderstaande kaart toont de ligging van Beaumat met de belangrijkste infrastructuur en aangrenzende gemeenten.

## Demografie
Onderstaande figuur toont het verloop van het inwonertal.